# Xavier Villaurrutia
Xavier Villaurrutia (1903-1950) foi um poeta e dramaturgo mexicano, que ficou conhecido pelos seus dramas teatrais curtos denominados Autos profanos, compilados na obra Poesía y teatro completos de 1953.  
Villaurrutia colaborou com a revista literária Mexicana Contemporános de 1928 a 1931 e foi fundador do primeiro teatro experimental no México. Entre as fontes de inspiração do poeta contam-se a obra de Ramón López Velarde e de vários outros poetas Mexicanos, em particular Alí Chumacero.

## Obra
As obras mais notáveis de Villaurrutia incluem os seus escritos em poesia que se iniciam com Reflejos (1926) e  Nocturnos (1933). A poesia de Villaurrutia ficou mais densa e carregada com o passar dos anos, como sugerem os títulos das suas obras: Nostalgia de la muerte (1938) e Décima muerte (1941), não sendo óbvio se tal se deveu ao aumento da instabilidade na Europa com o aproximar da Segunda Guerra Mundial ou simplesmente ao envelhecimento do poeta. A crescente preocupação com a morte de Villaurrutia atingiria o climax com a sua peça de 1941, Invitación a la muerte. A última obra de Villaurrutia seria publicada postumamente em 1953, com o título Poesía y teatro completos, uma colectânea da sua obra incluindo os Autos profanos.

## Prémio Xavier Villaurrutia
O prémio Xavier Villaurrutia foi instituído em 1955 e destina-se a distinguir obras literárias publicadas no México, sendo patrocinado pelo Consejo Nacional para la Cultura y las Artes desde 1991.